# Lijsterbesbladwesp
De lijsterbesbladwesp (Pristiphora geniculata) is een vliesvleugelig insect uit de familie van de bladwespen (Tenthredinidae). De wetenschappelijke naam van de soort is gepubliceerd in 1840 door Hartig.